# Cristiana Capotondi
Cristiana Capotondi (Roma, 13 de septiembre de 1980) es una actriz italiana y fue vicepresidente de la Lega Pro.

## Biografía
Se graduó de la Universidad La Sapienza de Roma con un título en ciencias de la comunicación.
Primero ganó popularidad a partir de un comercial para el "Maxibon Motta" helado. Su carrera como actriz comenzó a la edad de trece años en la serie Amico mio, transmitido por la RAI. Debutó en el cine en 1995 con la comedia Vacanze di Natale '95. Después de trabajar sobre todo en la televisión, ella consiguió un gran éxito gracias a la película Notte prima degli esami (2006).

## Filmografía seleccionada
- 1999: Il cielo in una stanza
- 2002: El joven Casanova
- 2004: Christmas in Love
- 2006: Notte prima degli esami
- 2007: Los virreyes
- 2009: Ex, todos tenemos uno
- 2009: Sissi: Emperatriz de Austria
- 2010: De cintura para arriba
- 2010: La pasión
- 2011: La peggior settimana della mia vita
- 2011: The Wholly Family
- 2012: Barrabás
- 2013: La mafia solo mata en verano
- 2013: Amiche da morire
- 2014: Soap Opera
- 2015: Una casa nel cuore